# Lenoir megye
Lenoir megye az Amerikai Egyesült Államokban, azon belül Észak-Karolina államban található. Megyeszékhelye és legnagyobb városa Kinston. Lakosainak száma 55 122 fő (2020. április 1.). Lenoir megye Greene, Pitt, Craven, Jones, Duplin és Wayne megyékkel határos.

## Népesség
A megye népességének változása:
| Lakosok száma | 59 441 | 59 440 | 59 171 | 58 914 | 58 106 | 55 122 |
|               | 2010   | 2011   | 2012   | 2013   | 2015   | 2020   |